# 贝莉·穆迪
贝莉·穆迪（英語：Bailey Moody，2001年11月16日—），生于亚特兰大，美国女子篮球运动员。她曾代表美国参加2020年夏季残疾人奥林匹克运动会轮椅篮球比赛，获得一枚铜牌。